# Aleksander Fiut
Aleksander Stefan Fiut (ur. 24 czerwca 1945 w Żywcu) – polski historyk literatury, krytyk literacki, eseista.

## Życiorys
Studiował filologię polską na Uniwersytecie Jagiellońskim. Debiutował w 1972 na łamach miesięcznika „Profile”, wydawanego w Rzeszowie. W 1974 obronił doktorat dotyczący twórczości Wilhelma Macha. Zajmował się od lat 70. twórczością Czesława Miłosza, którego poznał osobiście jeszcze przed przyznaniem poecie Literackiej Nagrody Nobla. Przeprowadził z pisarzem serię rozmów, które ukazywały się wielokrotnie w wydaniach książkowych, po raz pierwszy w 1981, a ostatnio jako tom „Dzieł zebranych” poety. W 1988 na podstawie pracy pt. Moment wieczny. Poezja Czesława Miłosza otrzymał stopień doktora habilitowanego. Tytuł naukowy profesora uzyskał 24 kwietnia 1996, w tymże roku został mianowanym profesorem nadzwyczajnym, w 2002 na stanowisko profesora zwyczajnego.
Był kierownikiem Katedry Literatury Polskiej XX wieku Instytutu Polonistyki UJ (wykładał m.in. w Studium Literacko-Artystycznym). Jeden z członków założycieli Fundacji Miejsc Rodzinnych Czesława Miłosza przy uniwersytecie kowieńskim (Litwa), członek Rady Programowej The Institute of Czesław Miłosz (USA). Wykładał m.in. na uniwersytetach w Lille (Francja), Berkeley, Bloomington (USA), Skopje (Macedonia), Ołomuńcu (Czechy), Sztokholmie, Getyndze, Leuven (Belgia), Rio de Janeiro, a także w The Institute of European Studies w Wiedniu.
Jego zainteresowania badawcze dotyczą pisarstwa Czesława Miłosza, literatury XX wieku, literatury Środkowej Europy, pogranicza literatury oraz socjologii, antropologii, religioznawstwa i psychologii.
W marcu 2000 otrzymał nagrodę Krakowska Książka Miesiąca za Być (albo nie być) środkowoeuropejczykiem. W 2006 otrzymał Nagrodę im. Kazimierza Wyki. Mieszka i pracuje w Krakowie. Był członkiem Stowarzyszenia Pisarzy Polskich do sierpnia 2020 roku.

## Twórczość
- Dowód nietożsamości. Proza Wilhelma Macha (Studium; Ossolineum 1977)
- Rozmowy z Czesławem Miłoszem (Wydawnictwo Literackie 1981, ISBN 83-08-00690-6)
- Milosz par Milosz. Entretien de Czeslaw Milosz avec Ewa Czarnecka et Aleksander Fiut (wespół z Renatą Gorczyńską [ps. „Ewa Czarnecka”], Paris, Fayard 1986, ISBN 2-213-01674-7)
- Conversations With Czeslaw Milosz (wespół z Renatą Gorczyńską [ps. „Ewa Czarnecka”]; San Diego: Harcourt Brace Jovanovich 1987, ISBN 0-15-122591-5)
- Moment wieczny. Poezja Czesława Miłosza (Szkice; Libella, Paryż 1987 seria „Historia i teraźniejszość”, t. 14, ISBN 2-903332-05-3; wyd. II: Open, Warszawa 1993, ISBN 83-85254-16-1; Wydawnictwo Literackie, Kraków 1998, ISBN 83-08-02875-6; wydanie amerykańskie: The Eternal Moment. The Poetry of Czeslaw Milosz, California University Press, Berkeley 1990)
- Czesława Miłosza autoportret przekorny. Rozmowy (Wydawnictwo Literackie 1988, ISBN 83-08-01196-9; 1994, ISBN 83-08-02540-4; 2003 w ramach „Dzieł zebranych” Czesława Miłosza, ISBN 83-08-03263-X; przekłady, niekiedy w połączeniu z wywiadami Renaty Gorczyńskiej [jw.], na język włoski, angielski, francuski, serbo-chorwacki i litewski)
- Pytanie o tożsamość (Szkice literackie; Wydawnictwo Literackie 1995, ISBN 83-7052-246-7)
- Być (albo nie być) Środkowoeuropejczykiem (Szkice literackie; Wydawnictwo Literackie 1999, ISBN 83-08-03003-3)
- V Evropě, čili… Eseje nejen o polské literatuře (tłum.: Petra Zavřelová i Václav Burian, Votobia, Olomouc 2001, ISBN 80-7198-502-3)
- W stronę Miłosza (Szkice literackie; Wydawnictwo Literackie 2003, ISBN 83-08-03504-3)
- Spotkania z Innym (Szkice; Wydawnictwo Literackie 2006, ISBN 83-08-03921-9)

## Opracowania i redakcja
- Czesław Miłosz, Gedichte (autor przedmowy; tłum. Karl Dedecius i Jeannine Łuczak-Wild; Frankfurt am Main, Suhrkamp 1992, ISBN 3-518-22090-X)
- Czesław Miłosz, Gedichte 1933-1981 (autor przedmowy; tłum. Karl Dedecius i Jeannine Łuczak-Wild; Frankfurt am Main, Suhrkamp 1995, ISBN 3-518-03648-3)
- Czesław Miłosz, Traktat moralny; Traktat poetycki (przedmowa i przypisy; Wydawnictwo Literackie 1996, ISBN 83-08-02654-0; 1998, ISBN 83-08-02835-7)
- Czesławowi Miłoszowi-poeci: antologia (opracowanie; Baran i Suszczyński 1996, ISBN 83-85845-59-3)
- Czesław Miłosz, Tak mało / Cosi poco (autor wyboru; Wydawnictwo Literackie 1999, ISBN 83-08-02985-X)
- Poznawanie Miłosza 2. Cz. 1, 1980-1998 (opracowanie; Wydawnictwo Literackie 2000, ISBN 83-08-02863-2)
- Poznawanie Miłosza 2. Cz. 2, 1980-1998 (opracowanie; Wydawnictwo Literackie 2001, ISBN 83-08-03124-2)